# Köhnə Zuvand
Köhnə Zuvand è un comune dell'Azerbaigian situato nel distretto di Masallı.   